# Team Coop-Øster Hus/Saison 2015
Dieser Artikel listet Erfolge und Fahrer des Radsportteams Team Coop-Øster Hus in der Saison 2015 auf.

## Erfolge in der UCI Europe Tour
| Datum        | Rennen                            | Kat. | Sieger                |
| ------------ | --------------------------------- | ---- | --------------------- |
| 1. Mai       | Grand Prix Viborg                 | 1.2  | Oscar Landa           |
| 2. August    | 2. Etappe Kreiz Breizh Elites     | 2.2  | Frederik Strand Galta |
| 2. August    | 3. Etappe Kreiz Breizh Elites     | 2.2  | Frederik Strand Galta |
| 3. August    | 4. Etappe Kreiz Breizh Elites     | 2.2  | August Jensen         |
| 1.–3. August | Gesamtwertung Kreiz Breizh Elites | 2.2  | August Jensen         |

## Abgänge – Zugänge
| Zugänge                | Team 2014            | Abgänge              | Team 2015    |
| ---------------------- | -------------------- | -------------------- | ------------ |
| Markus Hoelgaard       | Etixx                | Nicholas Hammersland | Unbekannt    |
| Håkon Frengstad Berger | Team Ringeriks-Kraft | Sven Erik Bystrøm    | Team Katusha |
|                        |                      | Jonas Abrahamsen     | Unbekannt    |

## Mannschaft
| Name                    | Geburtstag         | Nationalität |              |
| ----------------------- | ------------------ | ------------ | ------------ |
| Håkon Frengstad Berger  | 24. August 1992    | Norwegen     |              |
| Håvard Blikra           | 2. November 1991   | Norwegen     |              |
| Magnus Børresen         | 18. September 1988 | Norwegen     |              |
| Kristian Dyrnes         | 20. April 1992     | Norwegen     |              |
| Fredrik Strand Galta    | 19. Oktober 1992   | Norwegen     |              |
| Krister Hagen           | 12. Januar 1989    | Norwegen     |              |
| Markus Hoelgaard        | 4. Oktober 1994    | Norwegen     |              |
| Tormod Hausken Jacobsen | 17. August 1993    | Norwegen     |              |
| August Jensen           | 29. August 1991    | Norwegen     |              |
| Oscar Landa             | 15. August 1993    | Norwegen     |              |
| Stagiaires              | Stagiaires         | Nationalität | Nationalität |
| Andreas Sandnes         | Andreas Sandnes    | Norwegen     |              |